# Priscila Perales
Silvia Priscila Perales Elizondo, conocida como Priscila Perales (Monterrey, 24 de febrero de 1983) es una actriz, portavoz, reina de belleza, autora y exmodelo. Fue coronada Nuestra Belleza México 2005. Fue una de las diez finalistas en el concurso Miss Universo 2006. Al año siguiente se convirtió en la primera mexicana en ganar el título de Miss Internacional 2007.
Después de competir en concursos de belleza, Priscila debutó como actriz en las telenovelas con las cadenas de televisión hispanas Univision y Telemundo en Miami, Florida en donde reside actualmente. Se retiró del modelaje en 2014 y se casó con el piloto de carreras de autos Adrián Fernández Mier en 2018.

## Primeros años
Priscila Perales nació en Monterrey, Nuevo León, México de padres mexicanos: Jesús Perales y Sylvia Elizondo. Ella tiene un hermano menor, Jesús Perales Elizondo. Se crio en el municipio de San Pedro Garza García en donde vivió hasta 2008. Estudió primaria, secundaria y preparatoria en la American School Foundation of Monterrey (ASFM). En la adolescencia modeló a nivel local y estudió Ciencias de la Comunicación en la Universidad de Monterrey (UDEM), pero se quedó a un semestre de graduarse, debido a que ganó el título de Nuestra Belleza México en 2005 y se mudó a la Ciudad de México para su entrenamiento, en preparación para el concurso de Miss Universo. También participó en eventos de caridad con la Organización de Nuestra Belleza México y la Fundación Televisa, para ayudar a los niños maltratados.

## Concursos de belleza
Priscila empezó a competir en concursos de belleza a la edad de 21 años en su ciudad natal (Monterrey). El 11 de julio de 2005 ganó su primer título: Nuestra Belleza Nuevo León concurso que posteriormente se conoció como Mexicana Universal Nuevo León, lo cual la llevó a competir a nivel nacional por el título de Nuestra Belleza México. El 2 de septiembre de 2005 obtuvo el título de Nuestra Belleza México 2005 en la Ciudad de Aguascalientes, en Aguascalientes, México, lo cual le dio el derecho a representar a su país en la edición 55 del concurso Miss Universo 2006 que se llevó a cabo en el Shrine Auditorium en Los Ángeles, California el 23 de julio de 2006. Perales terminó entre las diez primeras finalistas en la competencia de Miss Universo. La competencia fue ganada por Zuleyka Rivera de Puerto Rico.
El 2 de septiembre de 2006, fue sucedida por Rosa María Ojeda Cuen del Estado de Sinaloa como Nuestra Belleza México. Un año después, Perales compitió de nuevo en la escena internacional, al representar a su país en la edición 47 del concurso Miss Internacional 2007. Así Priscila se convirtió en la primera mexicana en ganar este título, al superar a 61 participantes de todo el mundo, el 15 de octubre de 2007 en The Prince Park Tower en Minato, Tokio, Japón.

## Actuación
Antes de hacer carrera en la actuación, Priscila trabajó como presentadora de noticias en Televisa Monterrey (Grupo Televisa) y también fue conductora en varios eventos de belleza y de caridad. Posteriormente, estudió actuación en un programa de UCLA Extension en Los Ángeles, California, Estados Unidos en 2009. Después de un año de estudiar y hacer castings, en 2010 le ofrecieron su primer papel en una telenovela; Eva Luna que fue producida por las cadenas de televisión Univision y Venevision en Miami, Florida, a donde se mudó para iniciar su carrera como actriz.
Después de su exitoso personaje de la antagonista Liliana Solís en su debut, Priscila continuó en Miami al ofrecerle más papeles en producciones de televisión en Telemundo, como Corazón valiente con el personaje de Nelly Balbuena, Pasión prohibida en el papel de Eliana Ramírez y Reina de corazones en el personaje de Delfina Ortiz.

## Vida personal
Después de casi cinco años de actuar en producciones de televisión, decidió retirarse para dedicarse a otros intereses y se certificó como nutrióloga holística en el Institute for Integrative Nutrition (IIN) en 2015.
También, ella siempre ha sido una ávida escritora, al publicar su primer libro en 2012 Priscila, Queen of My Destiny. ISBN 978-1105296147. Publicó su segundo libro en 2018 Trascendent Love: A Metaphysical Perspective. ISBN 978-0692937730.
A través de una amistad mutua, el 1 de noviembre de 2012 en Miami, Florida, Priscila conoció al que sería su novio por varios años, el retirado piloto de carreras de autos Adrián Fernández Mier y posteriormente se casaron el 4 de mayo de 2018 en Miami Beach, Florida. La pareja vive en Miami con su hijo (Adrián Fernández Jr.) nacido el 29 de octubre de 2020. Actualmente Priscila está dedicada a su familia y también comparte videos sobre estilo de vida holístico.

## Televisión
- Eva Luna (2010/2011) como Liliana Solís
- Corazón valiente (2012) como Nelly Balbuena
- Pasión prohibida (2013) como Eliana Ramírez
- Reina de corazones (2014) como Delfina Ortiz

## Filmografía
- El justiciero[10]  (2015) como Sofía

## Conducción
- Miss Mundo - 2007
- Teletón México - 2007
- Miss Universo - 2007

## Concursos de belleza
- Miss Internacional (Tokio, Japón), 15 de octubre de 2007.
- Miss Universo (Los Ángeles, California, Estados Unidos), 23 de julio de 2006.
- Nuestra Belleza México (Aguascalientes, Aguascalientes, México), 2 de septiembre de 2005.
- Nuestra Belleza Nuevo León (Monterrey, Nuevo León, México), 11 de julio de 2005.

## Modelaje (1998-2005)
- Modelaje Local en pasarelas y el periódico incluyendo catálogos como JC Penney.
- Barbizon School of Modeling, Certificado de Graduación Atlanta, Georgia Estados Unidos 1996.